# Alsólászlófalva
Alsólászlófalva (1899-ig Alsó-Ladiskócz, szlovákul: Nižné Ladičkovce) község Szlovákiában, az Eperjesi kerület Homonnai járásában.

## Fekvése
Homonnától 13 km-re északra, a Laborc és az Ondava felső folyása között fekszik.

## Története
1478-ban említik először, a homonnai uradalomhoz tartozott. Később a Klobusiczi és a Dernáth család birtoka.
A 18. század végén Vályi András így ír róla: „Alsó, és Felső Ladiskócz. Két tót falu Zemplén Várm. földes Ura G. Vandernót Uraság, lakosai katolikusok, fekszenek Szopkóczhoz nem meszsze, hegyes, és agyagos határjaik 3 nyomásbéliek, zabot, és krompélyt teremnek leg inkább, piatzok Homónnán van.”
Fényes Elek 1851-ben kiadott geográfiai szótárában így ír a faluról: „Alsó-Ladiskócz, tót falu, Lyubisse fil. 380 kath., 6 zsidó lak., 661 hold szántófölddel, vízimalommal. F. u. gr. Vandernath. Ut. postája Nagy-Mihály 4 óra.”
Borovszky Samu monográfiasorozatának Zemplén vármegyét tárgyaló része szerint: „Alsólászlófalva, azelőtt Alsóladiskócz. Tót kisközség 58 házzal és 253 róm. kath. vallású lakossal. A homonnai uradalomhoz tartozott és a Drugethek voltak az urai. A mult század elején a gróf Klobusitzky családé lett, most azonban nagyobb birtokosa nincs. 1873-ban a kolera tizedelte meg lakosait. Róm. kath. temploma 1760-ban épült. Postája és vasúti állomása Udva, távírója Homonna.”
1920 előtt Zemplén vármegye Homonnai járásához tartozott.
A második világháborúban a németek partizántevékenység miatt felégették. Lakói főként saját gazdaságaikban dolgoznak. 1946-ban a faluban gőzfűrészüzem épült.

## Népessége
| Év:            | 1994. | 2004.   | 2014.   | 2024.   |
| -------------- | ----- | ------- | ------- | ------- |
| Emberek száma: | 344   | 365     | 353     | 321     |
| Eltérés:       |       | +6,10 % | -3,28 % | -9,06 % |

| Év:            | 2023. | 2024.   |
| -------------- | ----- | ------- |
| Emberek száma: | 325   | 321     |
| Eltérés:       |       | -1,23 % |

1910-ben 258, túlnyomórészt szlovák lakosa volt.
2001-ben 372 lakosából 371 szlovák volt.
2011-ben 350 lakosából 337 szlovák.

## Nevezetességei
- Barokk római katolikus temploma 1769-ben épült.